# Berliner Missale Romanum
Das Berliner Missale Romanum (kroatisch Berlinski misal) ist eine wahrscheinlich in Dalmatien entstandene illustrierte Handschrift in kirchenslawischer Sprache aus dem Jahr 1402.
Die Handschrift enthält das Messbuch für den römischen Ritus (Missale Romanum) in glagolitischer Schrift. Sie besteht aus 218 Pergamentblättern und ist mit zahlreichen farbigen Miniaturen und Initialen kunstvoll verziert.
Die Handschrift wurde 1624 vom Erzbischof von Zadar nach Rom geschickt, als Vorlage für beabsichtigte glagolitische Drucke. 1808 befand sie sich in Kensington House in London. 1882 kam sie mit der Sammlung Hamilton an die Königlich-Preußische Bibliothek nach Berlin. Sie befindet sich heute in der Staatsbibliothek unter der Signatur slav. Ms. Ham. 444.